# Роже д’Арманьяк-Фезансаге
Роже́ д’Арманьяк (фр. Roger Ier de Fézensaguet; ок. 1190 — 22 марта 1245) — виконт де Фезансаге. Младший сын Бернара I д’Арманьяка, виконта Фезансаге, и его жены Жеральды, происхождение которой не выяснено.
Некоторые более древние исследователи, в том числе и отец Ансельм, считают, что он, как и его старшие братья, были сыновьями Бернара IV, графа д’Арманьяка.
Между 1215 и 1219 годами он вместе со старшим братом, Жеро V, графом д’Арманьяком и де Фезансаком, выступал поручителем Бернара-Журдена, сеньора де Л’Иль(-Журден), в том, что тот принесёт оммаж новому графу Тулузы.

## Семья
Около 1215 года он женился на Пинилле (или Пюсель, или Аманаве), дочери Аманье IV, сира д’Альбре, и Адельмодис д’Ангулем. От этого брака у него были:
- Жеро VI (ум. 1285), граф д’Арманьяк и де Фезансак.
- Аманье д’Арманьяк, (ум. 1318), архиепископ Оша с 1252 года.
- Арно-Бернар д’Арманьяк (ум. 1272), сеньор д’Ор и де Маньоак, благодаря своему браку в 1263 году с Вероникой де ла Барт, дочерью и наследницей Арно-Гильема де ла Барта, сеньора д’Ора и де Маньоака.
- Роже д’Арманьяк, родоначальник ветви сеньоров, а затем — баронов, де Терм д’Арманьяк, среди которых наиболее известны Тибо де Терм д’Арманьяк (1405—1457), соратник Жанны д’Арк, и Жан (ум. 1473), бастард д’Арманьяк, граф де Комменж, маршал Франции.